# Nikolai Novikov
|  | Per al diplomàtic rus vegeu Nikolai Vassílievitx Nóvikov |

Nikolai Ivànovitx Novikov (rus: Никола́й Ива́нович Новико́в 27 d'abril de 1744 - 31 de juliol de 1818) fou un escriptor i filantrop rus més representatiu de la Il·lustració al seu país. Membre de la francmaçoneria, va tendir a millorar el nivell cultural i educatiu del poble rus. Freqüentment se'l considera el primer periodista del seu país.

## Biografia
La família de Novikov pertanyia a la noblesa mitjana. De nen va aprendre del diaca del poble. Posteriorment, fou dels primers que, el 1755, es va beneficiar de la fundació de la Universitat Estatal de Moscou, tot i que en va ser expulsat per "mandra i no assistència a les classes".
A principis de 1762 va entrar en el Regiment Izmaïlovski i era un sentinella al pont llevadís de la caserna d'Izmaïlov el dia de l'entronització de Caterina la Gran quan fou ascendit a suboficial. Ja durant el seu servei en el regiment Novikov va mostrar "una tendència a la literatura" i una inclinació envers la producció de llibres; publicà dues traduccions de novel·les franceses i un sonet (1768).
En 1767 va prendre un paper actiu en l'Assemblea legislativa que buscava produir un nou codi legal. Inspirat per aquesta onada d'activitats lliurepensadores, va assumir la tasca d'editar el diari Moskovskie Vedomosti ("Notícies de Moscou") i va posar en marxa les revistes satíriques "Трутень", Truten (‘El vagarro’) i "Пустомеля" Pustomélia (‘El xerraire’), prenent com a referències les revistes britàniques Tatler i The Spectator. Els seus atacs als costums socials existents van comportar les còmiques rèpliques de la tsarina Caterina la Gran, la qual fins i tot va crear el seu propi diari anomenat Vsiàkaia vsiàtxina (traduïble lliurement com a Tutti frutti éa a dir, barreja de coses inconnexes que no tenen cap propòsit,) per comentar i respondre els articles de Novikov.
Juntament amb Johann Georg Schwarz, Ivan Lopukhín i Semion Gamaleia va portar el martinisme i el rosacreuanisme a Rússia.Pels volts de la dècada del 1780, Novikov assoleix les posicions més altes dins la francmaçoneria russa, que finançà generosament el seu ambiciós i arriscat projecte d'impremta. Aquesta impremta produí una tercera part dels llibres russos contemporanis i diversos diaris. Novikov va utilitzar la seva influència per a diversos fins nobles, com ara un projecte a gran escala de la promoció de Shakespeare per al públic rus.
Quan va esclatar la Revolució Francesa, Caterina va canviar la seva actitud cap als gustos de Novikov. La seva impremta va ser confiscada. Tres anys més tard, sense un judici formal, va ser empresonat a la fortalesa de Shlisselburg durant 15 anys. Gran part del seu material imprès empastat, incloent 1.000 còpies del llibre d'Edward Young The Last Day (1713). L'Emperador Pau feu alliberar Novikov en el primer dia del seu nou regnat, però aquest, que havia entrat a la presó en ple desenvolupament de la seva força i energia, n'havia sortit decrèpit i vell. Es va veure obligat a renunciar a totes les activitats socials, i fins a la seva mort el 31 de juliol (12 d'agost 1818) va viure gairebé contínuament en el seu Avdotino natal, cuidant només de les necessitats dels seus camperols, la seva educació, i així successivament. Avdotino sempre ha romàs agraït a la seva memòria.